# Граница Хэмминга
В теории кодирования грани́ца Хэ́мминга определяет пределы возможных значений параметров произвольного блокового кода. Также известна как граница сферической упаковки. Коды, достигающие границы Хэмминга, называют совершенными или плотноупакованными.

## Формулировка
Пусть {\displaystyle A_{q}(n,\;d)} обозначает максимально возможную мощность {\displaystyle q}-ичного блокового кода {\displaystyle C} длины {\displaystyle n} и минимального расстояния {\displaystyle d} ({\displaystyle q}-ичный блоковый код длины {\displaystyle n} — это подмножество слов {\displaystyle {\mathcal {A}}_{q}^{n}} с алфавитом {\displaystyle {\mathcal {A}}_{q}}, состоящим из {\displaystyle q} элементов).
Тогда
{\displaystyle A_{q}(n,\;d)\leqslant {\frac {q^{n}}{\displaystyle \sum _{k=0}^{t}{\binom {n}{k}}(q-1)^{k}}},}
где
{\displaystyle t=\left\lfloor {\frac {d-1}{2}}\right\rfloor .}

## Доказательство
По определению {\displaystyle d}, если при передаче кодового слова случилось до {\displaystyle t=\left\lfloor {\frac {d-1}{2}}\right\rfloor } ошибок, то с помощью декодирования, ограниченного минимальным расстоянием, мы будем способны безошибочно распознать посланное кодовое слово.
Для данного кодового слова {\displaystyle c\in C}, рассмотрим сферу радиуса {\displaystyle t} вокруг {\displaystyle c}. Благодаря тому, что данный код способен исправлять до {\displaystyle t=\left\lfloor {\frac {d-1}{2}}\right\rfloor } ошибок, ни одна сфера не пересекается ни с какой другой и содержит
{\displaystyle \sum _{k=0}^{t}{\binom {n}{k}}(q-1)^{k}}
слов, так как мы можем позволить {\displaystyle t} (и менее) символам (из всех {\displaystyle n} символов слова) принять одно из {\displaystyle (q-1)} возможных значений, отличных от значения соответствующего символа данного слова (вспомним, что сам код является {\displaystyle q}-ичным).
Пусть {\displaystyle M} обозначает количество слов в {\displaystyle C}. Объединяя сферы вокруг всех кодовых слов, мы замечаем, что результирующее множество содержится в {\displaystyle {\mathcal {A}}_{q}^{n}}. Так как сферы непересекающиеся, можно суммировать элементы каждой из них и получить
{\displaystyle M\times \sum _{k=0}^{t}{\binom {n}{k}}(q-1)^{k}\leqslant |{\mathcal {A}}_{q}^{n}|=q^{n},}
откуда для любого кода {\displaystyle C}
{\displaystyle M\leqslant {\frac {q^{n}}{\displaystyle \sum _{k=0}^{t}{\binom {n}{k}}(q-1)^{k}}},}
а, значит,
{\displaystyle A_{q}(n,\;d)\leqslant {\frac {q^{n}}{\displaystyle \sum _{k=0}^{t}{\binom {n}{k}}(q-1)^{k}}}.}

## Совершенные коды
Коды, достигающие границы Хэмминга, называют совершенными. Были открыты следующие типы совершенных кодов: коды Хэмминга и коды Голея. Имеются ещё тривиальные совершенные коды: двоичные коды с повторением нечётной длины, коды с одним кодовым словом и коды, включающие всё множество {\displaystyle F_{q}^{n}}.
Титвайненом и Ван Линтом было доказано, что любой нетривиальный совершенный код имеет параметры кода Хэмминга или кода Голея.